# 5303-as mellékút (Magyarország)
Az 5303-as mellékút egy bő 40 kilométeres hosszúságú, négy számjegyű mellékút Bács-Kiskun vármegye területén; eredeti funkciója az volt, hogy a megyeszékhely Kecskemétet kötötte össze Kiskőrössel, ma azonban már több kilométernyi szakaszon csak burkolatlan földútként húzódik, így azok a részei inkább csak mezőgazdasági útként funkcionálnak.

## Nyomvonala
Kilométer-számozása az országos közutak térképes nyilvántartását szolgáló kira.gov.hu adatbázisa szerint, a lekérdezés időpontjában Kecskemét és Helvécia határában indult, pontosan a 7+000-s kilométerszelvényénél. Kezdőpontja eredetileg valahol Kecskemét belterületén lehetett, a valószínűsíthető városon belüli szakasza jellemzően délnyugati irányban húzódik és nagyrészt a Kiskőrösi út nevet viseli ma is, ám ez a név jelenleg kissé megtévesztő. Azt a funkcióját, hogy összekösse a két várost, napjainkban az Izsák felé vezető 5301-es út tölti be.
Nagyjából a 7+850-es kilométerszelvényénél, továbbra is délnyugat felé haladva éri el Helvécia lakott területének északi szélét, keresztezi a kecskeméti kisvasút hálózatához tartozó Kecskemét–Kiskőrös-vasútvonal vágányait, majd a sínekkel párhuzamosan folytatódik, változatlan irányban. 8,2 kilométer után keresztezi a Helvéciát Kecskemét nyugati részével összekötő 53 102-es számú mellékutat, majd a belterület nyugati részén húzódik tovább. A 9. kilométerétől már külterületen folytatódik, egy darabig Iskola sor néven, majd települési név nélkül; háromszor is keresztezi a vasutat, de ennek ellenére sokáig egymás mellett húzódnak, együtt szelik át Helvécia és Orgovány határát is, az út 18. kilométere közelében.
Orgovány területére érve mintegy 4 kilométeren át a Kiskunsági Nemzeti Park Orgoványi rétek nevű részterületének déli határszélét kíséri, közben találkozik az Izsáktól Kiskunfélegyházáig húzódó 5302-es úttal. Nagyjából két kilométernyi hosszan közös szakaszon húzódnak, kilométer-számozás tekintetében egymással ellentétes irányban, a belterület szélét elérve Kossuth Lajos utca néven, nyugat felé, majd a központban újra szétválnak, s az 5303-as újra délnyugatnak fordul; Molnár Gergely utca néven húzódik a lakott terület délnyugati széléig, amit nagyjából a 25. kilométerénél ér el.
A folytatásban ismét mellészegődik a vasút, s a továbbiakban újra egymás mellett húzódnak, de a falu Felsőjárás nevű külterületi településrészét, az egykori Orgovány-Lőtér megállóhely térségét elhagyva az út burkolatlan mezőgazdasági úttá válik. Így lépi át, 28,3 kilométer után Páhi határát, ahol a vasút hamarosan el is válik tőle, északabbnak fordulva. Több kilométeren át a Kiskunsági Nemzeti Park Bócsa-Bugac buckavilága és pusztái nevű részterületének északi határszélét követi, majd miután a 31. kilométerét elhagyva átlépi Kaskantyú határát, egy szakaszon be is lép a nemzeti parki védett területre.
32,7 kilométer után visszatér mellé a kisvasúti nyomvonal, Kaskantyú lakott területét újra egymás közelében húzódva érik el. Az út a falu keleti szélétől ismét szilárd burkolatú útként folytatódik, a Hunyadi utca nevet viselve, s a központban beletorkollik északnyugat felől, Szabadszállás-Fülöpszállás-Soltszentimre irányából az 5217-es út, több mint 27 kilométer után. Kevéssel a 36. kilométere előtt hagyja maga mögött a település legnyugatibb házait, de még bő két kilométeren át a község határai között marad. Utolsó kilométereit kiskőrösi külterületek között teljesíti, ott is ér véget, beletorkollva az 5301-es útba, kevéssel annak a 38. kilométere előtt.
Teljes hossza, az országos közutak térképes nyilvántartását szolgáló kira.gov.hu adatbázisa szerint 40,895 kilométer.

## Települések az út mentén
- (Kecskemét)
- Helvécia
- Orgovány
- (Páhi)
- Kaskantyú
- Kiskőrös